# Torre San Rocco
Torre San Rocco è una frazione del comune di Pineto, nella provincia di Teramo.
È situata a circa due chilometri dalla linea costiera adriatica e confina a sud con la frazione di Colle Morino, ad est con Scerne, ad ovest con Casoli, frazione appartenente ad Atri, ed a nord con Roseto degli Abruzzi e il fiume Vomano. Il suo territorio è in massima parte pianeggiante.
Il nome deriva sia da San Rocco, patrono della frazione, che dalla torre situata appena fuori dal centro abitato. Uno studio empirico ha messo recentemente in dubbio la veridicità di tale tesi, sostenendo che sia in realtà la torre situata ad ovest della cittadina ad essere stata prima consacrata al Santo dando al quartiere il suo originario nome.  Quest'ultima, danneggiata nel corso della Seconda guerra mondiale, fu successivamente restaurata mentre la prima conserva tuttora il fascino medievale.